# Frontiniella jorgenseni
Frontiniella jorgenseni är en tvåvingeart som beskrevs av O'hara 1993. Frontiniella jorgenseni ingår i släktet Frontiniella och familjen parasitflugor.
Artens utbredningsområde är New Mexico. Inga underarter finns listade i Catalogue of Life.